# HD269696
HD269696 є хімічно пекулярною зорею спектрального класу
B й має видиму зоряну величину в смузі V приблизно 11,1.